# 瀬戸町中島田
瀬戸町中島田（せとちょうなかしまだ）は、徳島県鳴門市の大字。郵便番号は771-0366。

## 地理
鳴門市の北東部、島田島内の中央部に位置する小集落で、北東は瀬戸町大島田と、南西は瀬戸町小島田と市道を通じ、東の瀬戸町撫佐とは鳴門スカイライン（徳島県道183号亀浦港櫛木線）を境に接している。降水量が少なく、古くから地内北部の通称なかま池を農業用水として用いてきた。中島田字大畑には村社・八幡神社があり、字北田には島田島で唯一の小学校である鳴門市島田小学校が設置されている。

### 小字
| - 大畑 - 北田 - 露谷 - 飛越 - 中島 | - 中山 - 西田 - 西山 - 根木谷 - 東山 |  |

## 歴史
江戸期から明治22年にかけては板東郡および板野郡の村であった。寛文4年より板野郡に属する。1889年（明治22年）の町村制施行時に同郡瀬戸村、昭和3年に瀬戸町の大字となった。昭和22年3月には鳴南市、同年5月より現在の鳴門市の字名となる。

## 世帯数と人口
2022年（令和4年）7月31日現在の世帯数と人口は以下の通りである。
| 町丁         | 世帯数 | 人口 |
| ------------ | ------ | ---- |
| 瀬戸町中島田 | 19世帯 | 39人 |

## 小・中学校の学区
市立小・中学校に通う場合、学区は以下の通りとなる。
| 番地 | 小学校           | 中学校             |
| ---- | ---------------- | ------------------ |
| 全域 | 鳴門市島田小学校 | 鳴門市立瀬戸中学校 |

## 交通

### 道路
都道府県道
- 徳島県道183号亀浦港櫛木線（鳴門スカイライン）

## 施設
- 鳴門市島田小学校
- 鳴門市立島田幼稚園
- 四方見展望台
- 八幡神社